# Нумі Рапас
Ну́мі Рапа́с (швед. Noomi Rapace, при народжені Нумі Норен (Noomi Norén); *28 грудня 1979, Гудіксвалль, Швеція) — шведська акторка. Найбільш відома за головною роллю у шведсько-данській-німецько-норвезькій екранізації трилогії Стіґа Ларссона «Міленіум»: «Дівчина з татуюванням дракона», «Дівчина, яка грала з вогнем» і «Дівчина, яка підривала повітряні замки». У 2011 році виконала одну з головних ролей у фільмі «Шерлок Холмс: Гра тіней».

## Біографія
Нумі Норен народилася 28 грудня 1979 року в Гудіксвалі. Її мати, Ніна Нурен, — шведська акторка, батько Рохеліо Дуран (1953—2006) — іспанський співак фламенко з Бадахосу. У 5 років вона переїхала до Ісландії разом із матір'ю і вітчимом.
У 7 років дебютувала в ісландському фільмі «У тіні ворона» (ісл. Í skugga hrafnsins) незначною роллю. Після цього експерименту Нумі приймає рішення стати акторкою. В 15 років вона полишає дім і вступає до театральної школи в Стокгольмі. В 1996 дебютує на телебаченні роллю Люсінди Гонсалес в серіалі Три корони. В 1998-99 рр. Навчається в театральній школі Skara Skolscen. На початку 2000-х — виступає в різних театрах Стокгольма, зокрема в Королівському драматичному театрі.
У 2007 вона зіграла в данській картині режисера Симона Стахо Дейзі Діамант (дан. Daisy Diamond), за яку була відзначена нагородами. У 2009 зіграла Лісбет Саландер в екранізації популярного роману шведського письменника Стіґа Ларссона Чоловіки, що ненавидять жінок. В українському прокаті ця екранізація відома як Дівчина з татуюванням дракона. Згодом знімається в сиквелах Дівчина, яка грала з вогнем і Повітряний замок, що вибухнув (в українському прокаті — Дівчина, яка підривала повітряні замки). Після успіху першого фільму трилогії акторка здобуває популярність в Голлівуді і бере участь у кількох кастингах до фільмів. У 2011 вона знімається в сиквелі Шерлок Холмс: Гра тіней в образі французької ромки, це була її перша англомовна роль. Також вона з'явилася у головній ролі в науково-фантастичному фільмі Рідлі Скотта Прометей (2012).

## Приватне життя
У 2001 році одружилася зі шведським актором Пером Олою Нореллем. Пара взяла прізвище Рапас, що французькою означає «хижий птах». У 2003 році народила сина, якого назвали Львом на честь радянського футбольного голкіпера Льва Яшина. У 2011 році пара розлучилася.

## Фільмографія
| Рік         |   | Українська назва                                                                                | Оригінальна назва                  | Роль                             | Примітки, нагороди |
| ----------- | - | ----------------------------------------------------------------------------------------------- | ---------------------------------- | -------------------------------- | --- |
| 1988        | Ф | У тіні ворона                                                                                   | Í skugga hrafnsins                 | в титрах не зазначена            | |
| 1996-1997   | С | Три корони                                                                                      | Tre kronor                         | Люсінда Гонсалес                 | телесеріал |
| 1997        | Ф | Правда чи сміливість                                                                            | Sanning eller konsekvens           | Надя                             | |
| 2002        | С | Великий театр                                                                                   | Stora teatern                      | Фатіма                           | Міні — серіал |
| 2003        | С |                                                                                                 | Tusenbröder                        | Hemvårdare                       | телесеріал |
| 2003        | Ф |                                                                                                 | Capricciosa                        | Ельвіра                          | |
| 2005        | Ф |                                                                                                 | Blodsbröder                        | Вероніка                         | |
| 2006        | Ф | Ти і я                                                                                          | Du & Jag                           | Майя                             | |
| 2007        | Ф | Дейзі Діамант                                                                                   | Daisy Diamond                      | Анна                             | Bodil Awards — найкраща акторка Robert Award — найкраща акторка |
| 2007 — 2009 | С | Лабіринт                                                                                        | Labyrint                           | Нік                              | телесеріал |
| 2009        | Ф | Чоловіки, що ненавидять жінок (в українському прокаті — Дівчина з татуюванням дракона)          | Män som hatar kvinnor              | Лісбет Саландер                  | Золотий жук — найкраща акторка Телевізійний фестиваль в Монте-Карло — найкраща акторка в телесеріалі (також за Дівчина, яка грала з вогнем і Дівчина, яка підривала повітряні замки) Satellite Award — найкраща акторка (драма) Empire Award — найкраща акторка Номінація — BAFTA — найкраща акторка Номінація — Європейський кіноприз — найкраща акторка |
| 2009        | Ф | Дівчина, яка грала з вогнем                                                                     | Flickan som lekte med elden        | Лісбет Саландер                  | |
| 2009        | Ф | Повітряний замок, що вибухнув (в українському прокаті — Дівчина, яка підривала повітряні замки) | Luftslottet som sprängdes          | Лісбет Саландер                  | |
| 2010        | С |                                                                                                 | Millennium                         | Лісбет Саландер                  | Міні — серіал |
| 2010        | Ф | Ззовні                                                                                          | Svinalängorna                      | Ліна                             | |
| 2011        | Ф |                                                                                                 | Babycall                           | Анна                             | |
| 2011        | Ф | Шерлок Холмс: Гра тіней                                                                         | Sherlock Holmes: A Game of Shadows | Сім                              | |
| 2012        | Ф | Пристрасть                                                                                      | Passion                            | Ізабель                          | |
| 2012        | Ф | Прометей                                                                                        | Prometheus                         | Елізабет Шоу                     | |
| 2013        | Ф | Одним менше                                                                                     | Dead Man Down                      | Беатріс                          | |
| 2014        | Ф | Брудні гроші                                                                                    | The Drop                           | Надя                             | |
| 2015        | Ф | Номер 44                                                                                        | Child 44                           | Раїса Демідова                   | |
| 2016        | Ф | Трансформація                                                                                   | Rupture                            | Рене                             | |
| 2017        | Ф | Таємний агент                                                                                   | Unlocked                           | Аліса Расін                      | |
| 2017        | Ф | Чужий: Заповіт                                                                                  | Alien: Covenant                    | лікарка Елізабет Шоу             | не вказана в титрах |
| 2017        | Ф | Сім сестер (дослівний переклад — Що трапилося з Понеділком?)                                    | What Happened to Monday?           | Карен Сетман                     | |
| 2017        | Ф | Яскраві                                                                                         | Bright                             | Лейла, ельфійка-злочинниця       | |
| 2018        | Ф | Стокгольмський синдром                                                                          | Stockholm                          | Б'янка Лінд                      | |
| 2019        | Ф | Близько                                                                                         | Close                              | Сем Карлсон, приватний охоронець | |
| 2019        | Ф | Мій янгол                                                                                       | Angel of Mine                      | Ліззі                            | |
| 2019-       | С | Джек Райан                                                                                      | Jack Ryan                          | Гарріет Бауман                   | телесеріал |
| 2020        | Ф | Секрети, які ми зберігаємо                                                                      | The Secrets We Keep/               | Майя Стоу                        | |
| 2021        | Ф | Поїздка                                                                                         | I onde dager / The Trip            | Ліза                             | |
| 2021        | Ф | Агнець (фільм)                                                                                  | Lamb                               | Марія                            | |
| 2022        | Ф |                                                                                                 | You Won't Be Alone                 |                                  | |
| 2022        | Ф | Чорний краб                                                                                     | Black Crab                         | Кароліна Ед                      | |
| 2023        | Ф |                                                                                                 | Assassin Club                      |                                  | |
| 2024        | Ф |                                                                                                 | Constellation                      | Йо                               | телесеріал |